# Шага
Шага (каз. Шаға) — село в Сузакском районе Туркестанской области Казахстана. Входит в состав Каракурского сельского округа. Код КАТО — 515637400.

## Население
В 1999 году население села составляло 331 человек (165 мужчин и 166 женщин). По данным переписи 2009 года, в селе проживало 412 человек (208 мужчин и 204 женщины).

## Известные жители и уроженцы
- Архабаев, Кудас (1902 — ?) — Герой Социалистического Труда.
- Балакаев, Маулен Балакайулы (1907—1995) — советский и казахстанский учёный-тюрколог.
- Вахидов, Васит Вахидович (1917—1994) — советский хирург и учёный, основоположник школы специализированной хирургической помощи в Узбекистане.